# Mao Mushika
Mao Mushika (jap. 虫賀 愛央 Mushika Mao; * 21. Juli 2005) ist eine japanische Tennisspielerin und die jüngere Schwester von Chiho und Zwillingsschwester von Mio Mushika, die ebenfalls professionell Tennis spielen.

## Karriere
Mushika spielt bislang vorrangig Turniere der ITF Junior Tour und der ITF Women’s World Tennis Tour, wo sie bislang zwei Titel im Einzel und drei im Doppel gewinnen konnte.
2022 qualifizierte sie sich für das Juniorinneneinzel der Australian Open, verlor aber dann in der ersten Runde gegen Céline Naef mit 4:6 und 3:6. Im Juniorinnendoppel erreichte sie zusammen mit ihrer Schwester Mio Mushika mit Siegen über Aya El Aouni und Angella Okutoyi sowie Yaroslava Bartashevich und Xenija Saizewa das Viertelfinale, wo die beiden dann aber gegen Charlotte Kempenaers-Pocz und Taylah Preston mit 4:6 und 0:6 verloren. Danach trat sie auch noch bei den Qualifikationen zu den Juniorinneneinzeln in Wimbledon und bei den US Open an, konnte sich aber in beiden Wettbewerben nicht für das Hauptfeld qualifizieren.
2023 trat sie im Mai mit Partnerin Aoi Itō im Doppel der mit 60.000 US-Dollar dotierten Fukuoka International Women’s Tennis an. Die Paarung verlor aber bereits ihr Erstrundenmatch gegen Olivia Lincer und Sara Saito mit 6:1, 4:6 und [7:10]. Beim darauf folgenden Kurume U.S.E Cup International Women’s Tennis gelangte sie als Qualifikantin ins Hauptfeld des Dameneinzels des mit 60.000 US-Dollar dotierten Turniers, wo sie mit einem 6:4-, 0:6- und 6:3-Sieg über Rinko Matsuda die zweite Runde erreichte. Dort musste sie sich aber der topgesetzten Emina Bektas mit 2:6 und 2:6 geschlagen geben.

## Turniererfolge

### Einzel
| Nr. | Datum             | Turnier    | Kategorie | Belag     | Finalgegnerin      | Ergebnis |
| --- | ----------------- | ---------- | --------- | --------- | ------------------ | -------- |
| 1.  | 16. Dezember 2023 | Wellington | ITF W15   | Hartplatz | Mercedes Aristegui | 6:2, 6:1 |
| 2.  | 15. Juni 2025     | San Diego  | ITF W15   | Hartplatz | Alyssa Ahn         | 7:5, 6:3 |

### Doppel
| Nr. | Datum          | Turnier   | Kategorie | Belag     | Partnerin    | Finalgegnerin               | Ergebnis |
| --- | -------------- | --------- | --------- | --------- | ------------ | --------------------------- | -------- |
| 1.  | 5. August 2023 | Sapporo   | ITF W15   | Hartplatz | Himari Satō  | Back Da-yeon Jeong Bo-young | 6:3, 6:4 |
| 2.  | 8. Juni 2024   | Kawaguchi | ITF W15   | Hartplatz | Mio Mushika  | Anri Nagata Yuan Chengyiyi  | 6:2, 6:2 |
| 3.  | 3. August 2024 | Sapporo   | ITF W15   | Hartplatz | Mana Ayukawa | Jeong Bo-young Wong Hong-yi | 6:3, 6:4 |